# Adler's Appetite
Adler's Appetite je americká rocková kapela z Los Angeles, založená v roce 2003. Současné složení tvoří bubeník a zakladatel Steven Adler, zpěvák Ari Kamin, kytaristé Michael Thomas a Alistair James a baskytarista Todd Kerns. Kromě vlastního repertoáru kapela hraje i covery písní Adlerovy bývalé kapely Guns N' Roses, především skladby z alba Appetite for Destruction.
Kapelu původně v roce 2003 založil kytarista Keri Kelli (dříve Slash's Snakepit). První sestava zahrnovala Adlera, kytaristu Brenta Muscata (Faster Pussycat), baskytaristu Robbieho Cranea a zpěváka Jizzyho Pearla (Ratt, Love/Hate). Kapela koncertovala v USA i Evropě, přičemž jednotliví členové byli kvůli jiným závazkům často nahrazováni. Po odchodu Muscata v roce 2004 vydala kapela v lednu 2005 své první EP s názvem Adler's Appetite. Ve stejném roce Adler oznámil nové složení, do něhož přibyli zpěvák Sheldon Tarsha (ex-Icon, Quiet Riot), baskytarista Chip Z'nuff (Enuff Z'Nuff), kytarista Michael Thomas (ex-Beautiful Creatures, Tuff) a kytarista JT Longoria (doprovázel Izzy Stradlina), kteří nahradili Pearla, Cranea a Kelliho.
Kapela následně koncertovala, ale v roce 2006 si dala krátkou pauzu. V roce 2007 se vrátila s novým zpěvákem Colbym Veilem (Hollywood Rose) a kytaristou Kristym Majorem (Pretty Boy Floyd). Následující rok se do kapely vrátil Tarsha a Majors byl nahrazen Alexem Grossim (ex-Quiet Riot, Beautiful Creatures). I Tarshův návrat byl krátký — nahradil ho zpěvák Rick Stitch (Ladyjack) a sestavu doplnil kytarista Robo, rovněž z Ladyjack. V tomto složení kapela v roce 2010 vydala singly „Alive“, „Stardog“ a „Fading“. Po znovusjednocení Quiet Riot Grossi kapelu opustil a byl pro evropské turné nahrazen Robem. Po skončení turné odešli Stitch i Robo a nastoupili zpěvák Patrick Stone (Aces 'N' Eights) a kytarista Lonnie Paul (ex-Tilterworld, Still Standing). Po skončení turné se kapela rozpadla, přičemž Adler a Paul založili novou skupinu Adler.
V roce 2018 Steven Adler obnovil Adler's Appetite s novým složením.

## Členové

### Současní členové
- Steven Adler – bicí (2003–2006, 2007–2011, 2018–dosud)
- Michael Thomas – sólová kytara (2005–2006, 2007–2011, 2018–dosud)
- Todd Kerns – baskytara (2021–dosud)
- Alistair James – rytmická kytara (2018–dosud)
- Ariel Kamin – zpěv (2018–dosud)

| Obrázek | Jméno          | Roky                                | Nástroj                          | Vydané nahrávky                               |
| ------- | -------------- | ----------------------------------- | -------------------------------- | --------------------------------------------- |
|         | Steven Adler   | 2003–2006 2007–2011 2018–současnost | Bicí                             | Všechny náhrávky skupiny                      |
|         | Michael Thomas | 2005–2006 2007–2011 2018–současnost | Sólová kytara                    | South America Destruction (2005) Alive (2012) |
|         | Alistair James | 2018–současnost                     | Rytmická kytara, doprovodný zpěv | Žádné                                         |
|         | Ariel Kamin    | 2018–současnost                     | Zpěv                             | Žádné                                         |
|         | Todd Kerns     | 2021–současnost                     | Baskytara, doprovodný zpěv       | Žádné                                         |

### Bývalí členové
| Obrázek | Jméno                                | Roky                | Nástroj                    | Vydané nahrávky                                       |
| ------- | ------------------------------------ | ------------------- | -------------------------- | ----------------------------------------------------- |
|         | Robbie Crane                         | 2003–2005 2006      | bass                       | Adler's Appetite (2005) "Sadder Days" (2007)          |
|         | Keri Kelli (Kenneth Fear Jr.)        | 2003–2005           | Sólová kytara              | Adler's Appetite (2005) "Sadder Days" (2007)          |
|         | Brent Muscat                         | 2003–2004           | rytmická kytara            | žádné                                                 |
|         | Jizzy Pearl (James Wilkinson)        | 2003 2003–2005      | zpěv                       | Adler's Appetite (2005)                               |
|         | Sean Crosby                          | 2003                | zpěv                       | Žádné                                                 |
|         | Sheldon Tarsha (later Seann Nichols) | 2005–2006 2008–2009 | zpěv                       | South America Destruction (2005) "Sadder Days" (2007) |
|         | Chip Z'nuff (Gregory Rybarski)       | 2005–2006 2007–2011 | bass                       | South America Destruction (2005) Alive (2012)         |
|         | J.T. Longoria                        | 2005–2006           | rhythm guitar              | South America Destruction (2005)                      |
|         | Joe Lesté                            | 2006                | vocals                     | Žádné                                                 |
|         | Mark Simpson                         | 2006                | Kytara                     | Žádné                                                 |
|         | Colby Veil                           | 2007–2008           | Zpěv                       | Žádné                                                 |
|         | Kristy Majors                        | 2007–2008           | Kytara                     | Žádné                                                 |
|         | Alex Grossi                          | 2008–2011           | Kytara                     | Alive (2012)                                          |
|         | Rick Stitch                          | 2009–2011           | Zpěv                       | Alive (2012)                                          |
|         | Lonny Paul                           | 2011                | Kytara, doprovodný zpěv    | žádné                                                 |
|         | Patrick Stone                        | 2011                | zpěv                       | žádné                                                 |
|         | Constantine Maroulis                 | 2018                | zpěv                       | žádné                                                 |
|         | Carl Restivo                         | 2018                | Rytmická kytara            | žádné                                                 |
|         | Sean McNabb                          | 2018                | bass                       | žádné                                                 |
|         | Tanya O'Callaghan                    | 2018-2021           | Baskytara, doprovodný zpěv |                                                       |

## Diskografie
EP
- Adler's Appetite (2005)
- Alive (2012)

Singly
- "Alive" (2010)
- "Fading" (2010)
- "Stardog" (2010)

DVD
- "South America Destruction" (2005)